# (73649) 1979 MA9
(73649) 1979 MA9 – planetoida z pasa głównego asteroid okrążająca Słońce w ciągu 5,36 lat w średniej odległości 3,06 j.a. Odkryta 25 czerwca 1979 roku.